# بندقية غاتلينغ
بندقية غاتلينغ هي واحدة من أفضل الأسلحة المعروفة السريع لاطلاق النار في وقت قصير، يعرف حديثا مدفع رشاش، والتي اخترعها ريتشارد غاتلينغ، استخدم للمرة الأولى من قبل قبل القوات الاتحاد خلال الحرب الأهلية الأمريكية في 1860، والتي استخدمت في وقت لاحقاً خلال الحرب الأمريكية الإسبانية.

## تاريخ
تم تصميم بندقية غاتلينج من قبل المخترع الأمريكي الدكتور ريتشارد جوردان غاتلينغ في عام 1861 وبراءة اختراع في 4 نوفمبر 1862. كتب غاتلينغ أنه اخترع البندقية للحد من حجم الجيوش وذلك خفض عدد الوفيات الناجمة عن القتال والمرض، وإظهار مبدأ أن الحرب عقيمه.